# Корпиярви (озеро, бассейн Салонъярви)
Ко́рпия́рви (фин. Korpijärvi) — озеро на территории Лоймольского сельского поселения Суоярвского района Республики Карелия.

## Общие сведения
Площадь озера — 5,1 км², площадь бассейна — 324 км². Располагается на высоте 160,6 метров над уровнем моря.
Форма озера продолговатая. Берега каменисто-песчаные, частично заболочены, сильно изрезаны).
На озере около десяти некрупных островов.
С юга в озеро втекает ручей Сярккяйоки. С севера в озеро впадают два ручья, один из них носит название Си́бери. С запада в озеро втекает, а на востоке из озера вытекает река Хейняйоки.
Ближайший населённый пункт — посёлок Пийтсиёки  — находится в 16 км к юго-востоку от озера.
Код водного объекта в государственном водном реестре — 01040100111102000016511.
Название озера переводится с финского языка как «лесное озеро».